# Ecocardiografia

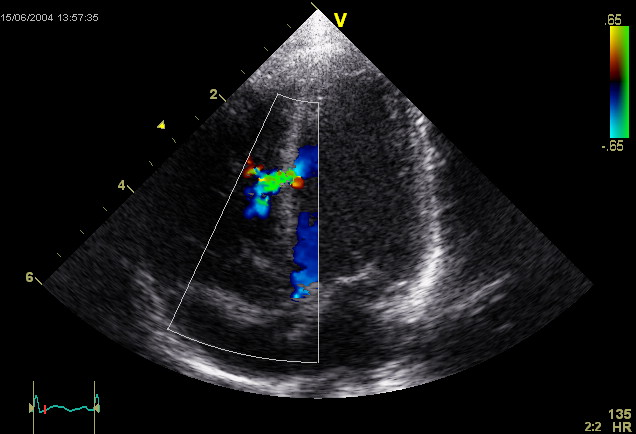
Un ecocardiograma anormal. La imatge mostra un defecte de l'envà ventricular a meitat del múscul. La traça baix a l'esquerra mostra el cicle cardíac la marca vermella el moment en el cicle cardíac en què la imatge va ser capturada. Els colors són usats per a representar la velocitat i la direcció del flux de la sang.

Una  ecocardiografia  és tecnologia sanitària que realitza una sonografia del cor. També conegut com a  ultrasò cardíac , fa servir tècniques estàndards d'ultrasò per produir imatges en llesques de dues dimensions del cor. Els últims sistemes d'ultrasò ara fan servir imatges en temps real en 3D.
A més de crear quadres en dues dimensions del sistema cardiovascular, un ecocardiograma també pot produir l'avaluació exacta de la velocitat de la sang i del teixit cardíac en qualsevol punt arbitrari usant l'ultrasò Doppler d'ona polsada o contínua. Això permet l'avaluació de les àrees i la funció de les vàlvules cardíaques, qualsevol comunicació anormal entre el costat esquerre i dret del cor, qualsevol fuga de sang a través de les vàlvules (regurgitació valvular), i el càlcul del volum cardíac així com la fracció d'ejecció.
L'ecocardiografia va ser una de les primeres aplicacions mèdiques de l'ultrasò. L'ecocardiografia també va ser la primera aplicació de l'ultrasò de contrast realçat intravenós. Aquesta tècnica s'injecta en el sistema venós microbombolles farcides de gas per millorar la delineació del teixit i la sang. Actualment també s'està examinant el contrast per la seva eficàcia en l'avaluació de la perfusió del miocardi. També pot ser usat amb l'ultrasò Doppler per a millorar les mesures relacionades amb el flux (veure ecocardiografia Doppler).
La ecoardiografía és normalment realitzada pels cardiòlegs sobre els sonogràfica cardíacs.

## Propòsit
L'ecocardiografia és usat per diagnosticar certes malalties cardiovascular és. De fet, és una de les proves de diagnòstic més usades per a la malaltia cardíaca. Pot proporcionar una abundància d'informació profitosa, incloent la mida i la forma del cor, la seva capacitat de bombament i la localització i l'extensió de qualsevol dany als seus teixits. És especialment útil per determinar les malalties de les vàlvules del cor. No només permet que els doctors avaluïn les vàlvules del cor, sinó que també pot detectar anormalitats en el patró del flux de la sang, com el flux posterior de la sang a través de vàlvules del cor parcialment tancades, conegut com a regurgitació. En determinar el moviment de la paret del cor, l'ecocardiografia pot ajudar a detectar la presència i avaluar la severitat de la malaltia de l'artèria coronària, així com ajudar a determinar si algun mal de pit està relacionat amb la malaltia cardíaca. L'ecocardiografia també pot ajudar a detectar la cardiomiopatia hipertròfica, en la qual les parets del cor s'engruixeixen un intent de compensar per la debilitat del múscul del cor. El més gran avantatge de l'ecocardiografia és que no és invasiva (no implica trencar la pell o entrar a les cavitats del cos) i no té cap risc o efectes secundaris coneguts.

## Tipus

### Ecocardiograma transtoràcic
Un ecocardiograma estàndard també és conegut com un ecocardiograma transtoràcic (TTE), o ultrasò cardíac. En aquest cas, el transductor d'ecocardiografia (o la sonda) es posa a la paret del pit (o tòrax) del subjecte, i les imatges es prenen a través de la paret del pit. Aquesta és una avaluació no invasiva, altament precisa i ràpida, de la salut total del cor. Un cardiòleg pot ràpidament avaluar les vàlvules i el grau de contracció del múscul del cor d'un pacient (un indicador de la fracció d'ejecció). Les imatges són exhibides en un monitor, i són registrades en cinta de vídeo (anàloga) o per tècniques digitals.
Un ecocardiograma pot utilitzar per avaluar els quatre compartiments del cor. Podeu determinar la força del cor, la condició de les vàlvules del cor, el revestiment del cor (el pericardi), i l'aorta. Pot ser usat per detectar un atac del cor, un eixamplament o una hipertròfia del cor, la infiltració del cor amb una substància anormal. La debilitat del cor, tumor és cardíacs, i una varietat de coses també poden ser diagnosticades amb un ecocardiograma.
El TTE és altament necessari per identificar vegetacions (masses que consisteixen en una barreja de bacteris i de coàguls de sang), però l'exactitud pot reduir-se en fins a un 20% d'adults a causa de l'obesitat, malaltia pulmonar obstructiva crònica, deformitats de la paret del pit, o pacients d'una altra manera tècnicament difícils. En adults, el TTE és també de limitat ús per les estructures a la part posterior del cor, com l'apèndix auricular esquerre. La ecoardiografía transesofàgica, si està disponible, pot ser més precisa que el TTE perquè exclou les variables prèviament esmentades i permet una visualització més propera dels llocs comuns per a les vegetacions i altres anormalitats. La ecoardiografía transesofàgica també produeix una millor visualització de les vàlvules prostètic del cor.

### Ecocardiograma transesofàgic
Aquesta és una manera alternativa de fer un ecocardiograma. Una sonda especialitzada que conté un transductor d'ultrasò en el seu extremitat és passada per l'esòfag del pacient. Això permet l'avaluació de la imatge i del Doppler que poden ser registrades. Això és conegut com un ecocardiograma transesofàgic, o TEE (TOE al Regne Unit). Normalment, l'avantatge del TEE sobre el TTE són imatges més clares, especialment de les estructures que són difícils de veure transtoràcica (a través de la paret del pit). L'explicació per a això és que el cor descansa directament sobre l'esòfag deixant la distància que el raig d'ultrasò ha de recórrer de només uns mm. Això redueix l'atenuació (debilitament) del senyal d'ultrasò, generant un senyal de retorn més fort, en última instància realçant la qualitat de la imatge i del Doppler. Comparativament, l'ultrasò transtoràcic ha primer travessar la pell, el greix, costelles i els pulmons per després reflectir del cor i de nou viatjar a la sonda abans que una imatge pugui ser creada. Totes aquestes estructures, i la distància que el raig ha de viatjar, atenuen el senyal d'ultrasò, degradant la qualitat de la imatge i el Doppler.
En adults, diverses estructures poden ser avaluades i reproduïdes millor amb la TEE, incloent l'aorta, l'artèria pulmonar, les vàlvules del cor, totes dues aurícules, l'envà auricular, l'apèndix auricular esquerre, i les artèries coronàries. Mentre que el TTE pot ser realitzat ràpidament, fàcilment i sense dolor al pacient, la TEE requereix un pacient en dejú, un equip de personal mèdic, pren més temps en realitzar-se, és incòmode per al pacient i té alguns riscos associats al procediment (perforació de l'esòfag - 1 a 10.000, i reaccions adverses a la medicació).
Abans d'inserir la sonda, és induïda la sedació de consciència amb el pacient per facilitar el malestar de l'individu i disminuir el reflex faringi, així fent que la sonda d'ultrasò passi més fàcilment per l'esòfag. La sedació de la consciència és una sedació lleugera que usualment utilitza medicaments de midazolam (una benzodiazepina amb qualitats de sedació, i amnèsiques) i el fentanil. De vegades es fa servir un aerosol anestèsic local per la part posterior de la gola, com xilocaína i/o d'un anestèsic gel/lubricant per l'esòfag. Els nens són anestesiats. A diferència del TTE, la TEE és considerada un procediment invasiu, i per tant, als Estats Units és realitzada així per metges i no per sonogràfica.
Per inserir la sonda de la TEE, és posada a la boca del pacient a través d'un bloc de mossegada (per protegir la sonda TEE de $ 30.000), i després baixada per la gola del pacient quan s'empassa, prevenint la col·locació inadvertida a la tràquea. Encara que la col·locació del transductor de l'ample d'un petit és incòmoda, hi ha molt poques complicacions d'ennuegament del pacient una vegada que el transductor estigui en la localització correcta.

### Ecocardiograma d'estrès
Un ecocardiograma d'estrès utilitza imatges del cor per avaluar el moviment de la paret en resposta a l'estrès físic, és per tant, una prova d'esforç. En primer lloc, es prenen imatges del cor "en repòs" per saber la situació basal del moviment de la paret del pacient a una freqüència cardíaca en repòs. Aleshores, el pacient camina sobre una cinta de córrer o utilitza una altra modalitat d'exercici per augmentar la freqüència cardíaca fins a la seva freqüència cardíaca objectiu, o el 85% de la freqüència cardíaca màxima prevista per l'edat (220 - edat del pacient). Finalment, es prenen imatges del cor "amb estrès" per avaluar el moviment de la paret a la freqüència cardíaca màxima. Un ecocardiograma d'estrès avalua el moviment de la paret del cor; però no crea directament una imatge de les artèries coronàries. La isquèmia d'una o més artèries coronàries pot provocar una anomalia del moviment de la paret, que podria indicar una malaltia de l'artèria coronària. La prova estàndard d'or per crear directament una imatge de les artèries coronàries i avaluar directament l'estenosi o l'oclusió és un cateterisme cardíac.

#### Ecocardiograma d'estrés farmacològic
Aquest procediment es fa en substitució de l'ecocardiograma d'esforç físic, indicant-se en persones que no poden fer exercici en una cinta de córrer ni en una bicicleta estática a causa de diferents problemes de salut. D'aquesta forma, és possible imitar l'exercici injectant un medicament intravenós que acceleri la freqüència del cor.